# جارتشلو (مياندوآب)
جارتشلو هي قرية في مقاطعة مياندوآب، إيران. يقدر عدد سكانها بـ 875 نسمة بحسب إحصاء 2016.